# Betula gmelinii
Betula gmelinii — вид квіткових рослин з родини березових (Betulaceae). Росте у північній і східній Азії.

## Біоморфологічна характеристика
Кущ до 3 м заввишки; кора сіро-чорна. Гілки темно-бурі чи сіро-бурі, голі; гілочки густо запушені і ворсинчасті, іноді злегка шкірчасті, з щільними смолистими залозками. Листкова ніжка тонка, 2–7 мм. Листова еліптична, яйцювата чи широко-яйцювата, 1.5–4 × 1–2.5 см, гола; абаксіально (низ) смолиста, край нерівномірно загострено дрібно-пилчастий, верхівка гостра або округло-тупа. Жіночі суцвіття прямі, довгасті, 1–2.2 см × 8–9 мм. Горішок оберненояйцеподібно-еліптичний, ≈ 3 × 1.5 мм, з перетинчастими крильцями 1–2 × ширини горішка.

## Поширення й екологія
Поширення: Китай (Хейлунцзян, Ляонін, Внутрішня Монголія); Японія (Хоккайдо); Північна й Південна Корея; Монголія; Росія (Іркутськ, Бурятія, Чита, Красноярськ, Якутія). Росте в сухих місцях існування, піщаних пагорбах і пустелях, а також на скелястих відкритих місцях на серпантині Японії. Він посухостійкий.